# Adalberto Ovalle Muñoz
Adalberto Ovalle Muñoz fue un abogado y político colombiano, concejal del municipio de La Paz en 1970, diputado de la Asamblea Departamental del Cesar, representante a la Cámara por el Cesar entre 1974 y 1982, donde ocupó la presidencia y la vicepresidencia.

## Familia
Adalberto es hijo del patriarca liberal Amador Ovalle, uno de los impulsores de la creación del departamento del Cesar. Su hermano Joaquín Ovalle Muñoz fue alcalde de Valledupar.
Se casó con Sarita Angarita, exconcejal de Valledupar, con quien tuvo cuatro hijos; Francisco Fernando "Franco", José Luis y las gemelas Loli Luz y Adalgiza Ovalle Angarita.

## Trayectoria
Ovalle Muñoz fue Juez promiscuo de Valledupar, luego fue magistrado del Tribunal Superior de Justicia y también fue nombrado secretario de Hacienda del departamento del Magdalena. Fue impulsor de la separación del departamento del Magdalena y de la creación del departamento del Cesar junto a otros políticos de la región.
Militó en el Partido Liberal colombiano liderando sus seguidores bajo el Movimiento de Alianza Liberal Avanzada.
Entre 1968 y 1970 Ovalle Muñoz fue Jefe de Oficina Administrativa del Cesar durante la gobernación de Alfonso Araújo Cotes.

### Representante a la Cámara (1979-1980)
Como presidente de la Cámara de Representantes, Ovalle fue gestor de las leyes: 
- Ley 71 de 1979
- Ley 48 de 1979
- Ley 66 de 1979
- Ley 17 de 1980

- Resolución Nº 136, 19 V 1979: “Por la cual se ordena la colocación de una lápida en el Patio Mosquera de ésta Corporación en homenaje a León de Greiff”.[9]

### Gobernador del Cesar
Siendo gobernador, Ovalle Muñoz buscó establecer diálogos regionales con la guerrilla de las Fuerzas Armadas Revolucionarias de Colombia (FARC) y el Ejército de Liberación Nacional (ELN), bajo aprobación de la Consejería de Paz y la Presidencia de la República para ayudar a ponerle fin al conflicto armado colombiano.
Tras la muerte del alcalde de Chimichagua, Camilo Namén Fraija, el gobernador Ovalle, decretó tres días de duelo y nombró como alcalde encargado al secretario de Gobierno Municipal, Néstor Mejía Díaz.
Como gobernador, Ovalle y el alcalde de Valledupar, Aníbal Martínez Zuleta llevaron a cabo el 5 de enero de 1991, las celebraciones del cumpleaños No. 441 de fundación de la ciudad de Valledupar.

#### Gabinete
el 4 de septiembre de 1990, Ovalle Muñoz conformó su gabinete de secretarios departamentales con las siguientes personas:
- Secretario de Gobierno: Eloy Quintero Romero
- Secretario de Educación: José Humberto Galeano de la Rosa
- Secretario de Hacienda: Dalsina Morales de Arias
- Secretario de Fomento Agropecuario, Industrial y Minero: Julio Añez Rodríguez
- Secretario General: Hugo Calderón Morales
- Secretaria Privada: Loly Luz Ovalle Angarita
- Jefe de la Oficina Jurídica: Julio Sierra Pimienta
- Directora de Cultura y Turismo: Consuelo Araújo Noguera
- Secretario de Planeación: Hernando Fernández de Castro
- Oficina de Valorización: Crístian Moreno Payares
- Gerente de la lotería La Vallenata: Gustavo Gnecco Oñate
- Directora del Centro de Capacitación 'Rosita Dávila de Cuello': Yamile Pérez Oñate
- Oficina de Servicios de Salud: Roque Agustín De Ávila Quintana
- Agente fiscal del Cesar en Bogotá: José Antonio Murgas

## Muerte
El exgobernador del Cesar Adalberto Ovalle Muñoz murió a la edad de 77 años, el sábado 11 de enero de 2003, tras sufrir un derrame cerebral.